# Bob Barker
Robert William "Bob" Barker (Darrington, 12 de dezembro de 1923 – Los Angeles, 26 de agosto de 2023) foi um ator e apresentador de televisão americano. Tornou-se conhecido ao apresentar o programa The Price is Right na rede americana CBS de 1972 a junho de 2007. Por dezenove vezes, Barker venceu o prémio Emmy.
De 1967 a 1987, Bob Barker permaneceu por 21 anos como apresentador fixo das transmissões dos concursos Miss USA e Miss Universo. Em 1988, foi substituído nessa função por outros profissionais como Alan Thicke, John Forsythe, Dick Clark e Bob Goen.
Em 2009, recebeu o prémio WWE Slammy Award de Guest Host do Ano da WWE.
Barker foi vegetariano, defensor dos direitos dos animais e ligado a algumas ONGs.
Barker fez uma participação na série How I Met Your Mother no episódio "Confronto".  

## Morte
Barker morreu em 26 de agosto de 2023, aos 99 anos, em Los Angeles.